# Camping World Stadium
Il Camping World Stadium (in passato noto come Orlando Stadium, Tangerine Bowl, Florida Citrus Bowl e 'Orlando Citrus Bowl Stadium) è uno stadio per il football americano situato ad Orlando, in Florida. Può ospitare 65.438 spettatori, numero che può crescere a circa 70.000 con l'aggiunta di tribune temporanee sul lato nord. Fa parte del complesso di impianti della città, l'Orlando Centroplex.
L'impianto è stato aperto nel 1936; all'epoca poteva contenere soltanto 9.000 spettatori. Successivi ampliamenti sono avvenuti nel 1952, nel 1968, tra il 1974 e il 1976, e nel 1989. Proprio in quest'ultima data, con una spesa di 38 milioni di dollari, il numero di posti è stato portato ai 65.438 attuali.

## Eventi

### Football americano
I principali eventi che si svolgono nel Citrus Bowl sono il Pro Bowl (dal 2017), il Capital One Bowl (dal 1974) e il Champs Sports Bowl (dal 2001). Inoltre, nel novembre di ogni anno, a partire dal 1997, vi si svolge il Florida Classic, un incontro di football tra le squadre della Florida A&M University e del Bethune-Cookman College.
Alcune squadre della National Football League (NFL) hanno giocato incontri pre-stagionali in questo stadio: tra i team che sono venuti più di recente ci sono i Tampa Bay Buccaneers e i New York Jets.
Attualmente nessuna franchigia NCAA gioca in questo impianto. Ciononostante, lo stadio, dal 1979 al 2006, ha ospitato le gare interne degli UCF Golden Knights, squadra di football dell'Università della Florida Centrale. Inoltre vi si sono tenuti più volte match di regular season in campo neutrale.

### Calcio
La superficie del terreno di gioco è sufficientemente grande per poter ospitare incontri di calcio. Nel 1994 il Citrus Bowl è stato uno dei nove stadi utilizzati per le partite del Mondiale di calcio giocato negli USA, unico della Florida. Due anni dopo vi si sono tenuti anche nove match della fase a gironi, sia maschile che femminile, del torneo di calcio delle olimpiadi di Atlanta. Nel 2016 lo stadio ha ospitato 3 match della fase a gironi della Copa América Centenario.
La franchigia degli Orlando City, dopo il suo debutto in Major League Soccer, ha giocato le partite casalinghe delle stagioni 2015 e 2016 nell'impianto.

#### Campionato mondiale di calcio 1994
| Data           | Ora (EDT) | Squadra numero 1 | Risultato | Squadra numero 2 | Fase del torneo         | Spettatori |
| -------------- | --------- | ---------------- | --------- | ---------------- | ----------------------- | ---------- |
| 19 giugno 1994 | 12.30     | Belgio           | 1–0       | Marocco          | Gruppo F, (primo turno) | 61219      |
| 24 giugno 1994 | 12.30     | Irlanda          | 1–2       | Messico          | Gruppo E, (primo turno) | 60790      |
| 25 giugno 1994 | 12.30     | Belgio           | 1–0       | Paesi Bassi      | Gruppo F, (primo turno) | 62387      |
| 29 giugno 1994 | 12.30     | Marocco          | 1–2       | Paesi Bassi      | Gruppo F, (primo turno) | 60578      |
| 4 luglio 1994  | 12.00     | Paesi Bassi      | 2–0       | Irlanda          | Ottavi di finale        | 61355      |

#### Giochi della XXVI Olimpiade - Torneo di calcio maschile
| Data           | Ora (EDT) | Squadra numero 1 | Risultato | Squadra numero 2 | Fase del torneo | Spettatori |
| -------------- | --------- | ---------------- | --------- | ---------------- | --------------- | ---------- |
| 20 luglio 1996 | 18:30     | Spagna           | 1–0       | Arabia Saudita   | Gruppo B        | 28774      |
| 21 luglio 1996 | 18:30     | Nigeria          | 1–0       | Ungheria         | Gruppo D        | 25303      |
| 22 luglio 1996 | 18:30     | Francia          | 1–1       | Spagna           | Gruppo B        | 16773      |
| 23 luglio 1996 | 20:30     | Nigeria          | 2–0       | Giappone         | Gruppo D        | 22734      |
| 24 luglio 1996 | 19:00     | Spagna           | 3–2       | Australia        | Gruppo B        | 12050      |
| 25 luglio 1996 | 20:30     | Giappone         | 3–2       | Ungheria         | Gruppo D        | 20834      |

#### Calcio ai Giochi della XXVI Olimpiade - Torneo di calcio femminile
| Data           | Ora (EDT) | Squadra numero 1 | Risultato | Squadra numero 2 | Fase del torneo | Spettatori |
| -------------- | --------- | ---------------- | --------- | ---------------- | --------------- | ---------- |
| 21 luglio 1996 | 16:00     | Stati Uniti      | 2–0       | Danimarca        | Gruppo E        | 25303      |
| 23 luglio 1996 | 18:00     | Stati Uniti      | 2–1       | Svezia           | Gruppo E        | 28000      |
| 25 luglio 1996 | 18:30     | Danimarca        | 1–3       | Svezia           | Gruppo E        | 17020      |

#### Copa América Centenario
| Data          | Ora (EDT) | Squadra numero 1 | Risultato | Squadra numero 2 | Fase del torneo | Spettatori |
| ------------- | --------- | ---------------- | --------- | ---------------- | --------------- | ---------- |
| 4 giugno 2016 | 17:00     | Costa Rica       | 0 - 0     | Paraguay         | Gruppo A        | 14 334     |
| 6 giugno 2016 | 19:00     | Panama           | 2 - 1     | Bolivia          | Gruppo D        | 13 466     |
| 8 giugno 2016 | 19:30     | Brasile          | 7 - 1     | Haiti            | Gruppo B        | 28 241     |

### Musica
Numerosi concerti di artisti pop/rock di fama internazionale si sono tenuti al Citrus Bowl. Tra essi si ricordano i Who, i Genesis, i Pink Floyd, George Michael, Paul McCartney, i Guns N' Roses, Billy Joel/Elton John, gli Eagles e i Rolling Stones.
Sempre legato al rock, il Summer Sanitarium Tour 2003 fece tappa in questo stadio. In quell'occasione si esibirono i Metallica, i Limp Bizkit, i Linkin Park, i Deftones e i Mudvayne.

### Wrestling
Il 21 marzo 2007 il sindaco di Orlando Buddy Dyer, il presidente della Commissione per lo Sport della Florida Centrale John Saboor e la World Wrestling Entertainment hanno annunciato che la ventiquattresima edizione di WrestleMania, WrestleMania XXIV, si sarebbe tenuta al Citrus Bowl il 30 marzo 2008.
Nonostante i rischi legati ad un evento da tenersi all'aperto (lo stadio non ha copertura), Vincent Kennedy McMahon, presidente della WWE, ha affermato che "lo spettacolo sarebbe andato avanti, senza badare al meteo"
La Commissione per lo Sport della Florida Centrale ha calcolato che lo show avrebbe apportato circa 25 milioni di dollari all'economia locale, attirando in città circa 60.000 appassionati. Il 3 novembre 2007, giorno di inizio delle vendite dei biglietti, in trenta minuti vennero venduti ben 41.000 biglietti. Dopo l'evento l'impianto può vantare il nuovo record di spettatori presenti cioè 74.635 battendo il precedente di 73.358.
Il 2 aprile 2017 ha ospitato WrestleMania 33.

## Galleria d'immagini

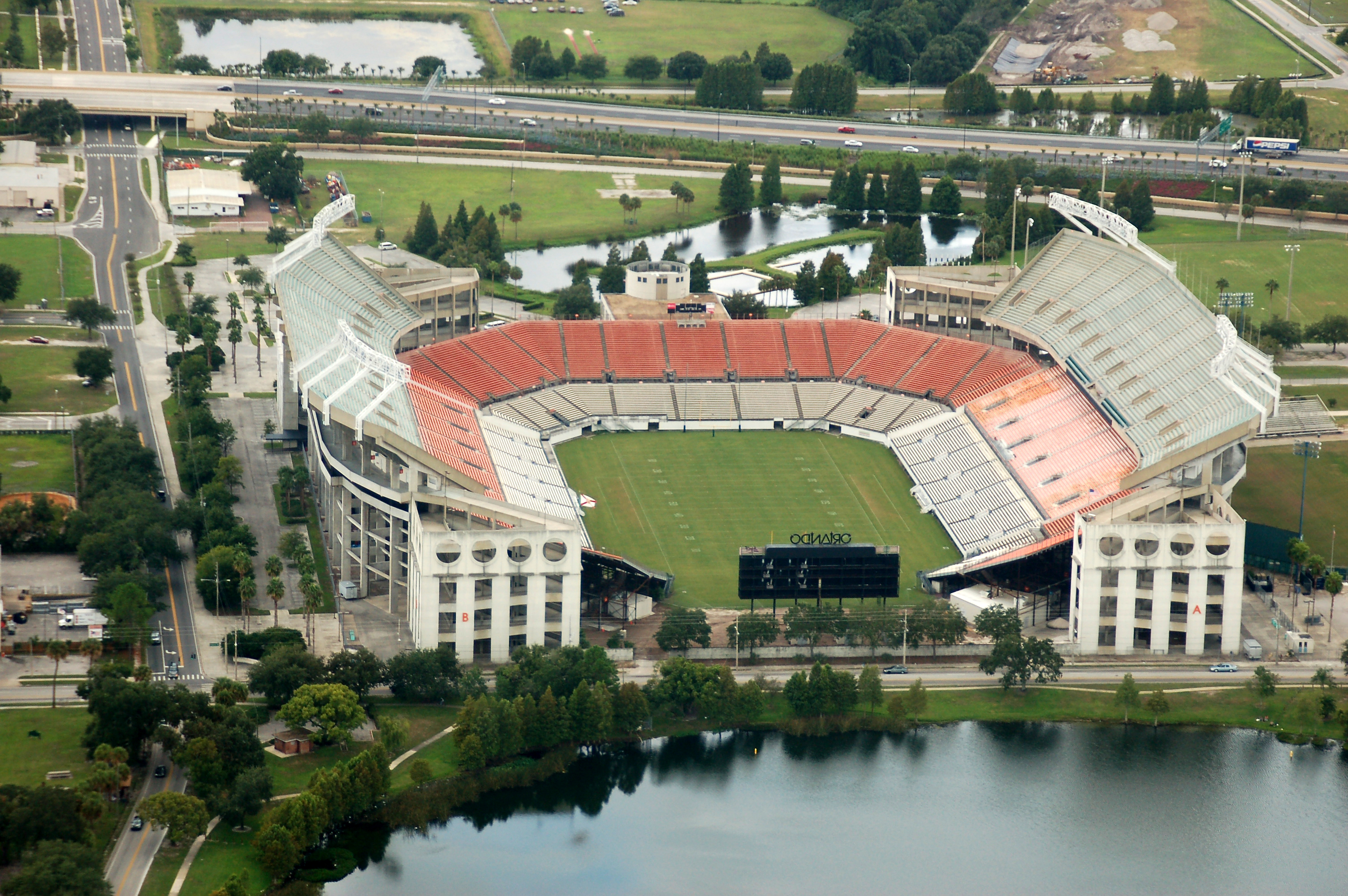
Lo stadio prima dell'ultima ristrutturazione del 2014
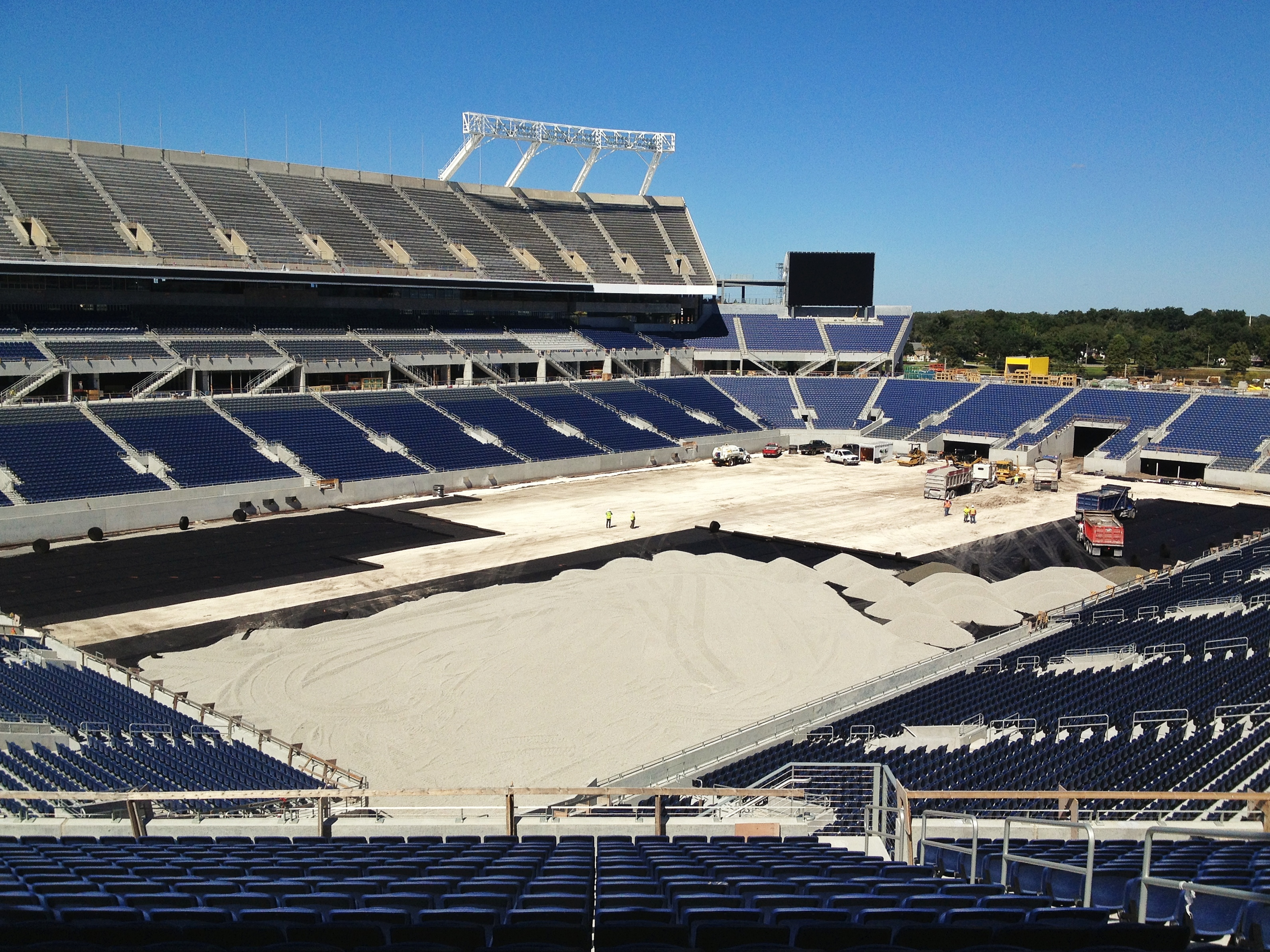
Lo stadio quasi al termine dei lavori di ristrutturazione
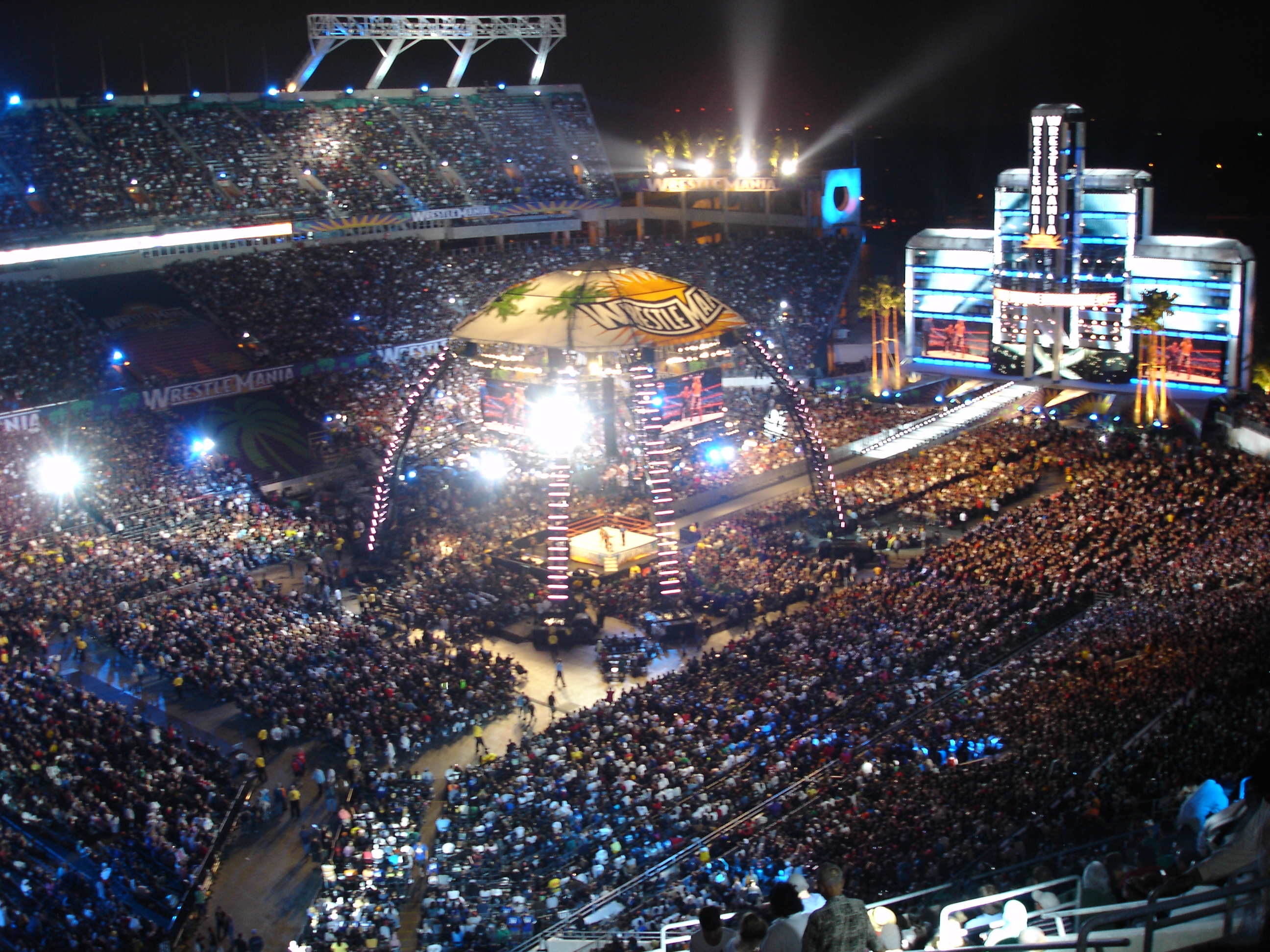
WrestleMania XXIV